# Глоріозов Павло Олександрович
Павло́ Олекса́ндрович Глоріо́зов (рос. Павел Александрович Глориозов; 4 (17) січня 1901, с. Данилово (нині Владимирська область) — 10 квітня 1978, Москва) — радянський педагог-хімік, член-кореспондент АПН РРФСР (з 1950). Заслужений вчитель школи РСФСР (1955).

## Біографія
У 1936 закінчив хімічне відділення Московського міського педагогічного інституту. Педагогічну роботу почав у 1919 учителем початкової школи у Владимирській губернії. З 1931 викладав у школах Москви. Учитель хімії 525-ї московської школи. З 1943 працював в системі Академії педагогічних наук.

## Наукова діяльність
П. О. Глоріозов розробляв питання методики викладання хімії в середній школі. Один з авторів підручників і методичних посібників з неорганічної хімії для середньої школи, а також допомоги з організації практичних робіт з хімії в школі.

## Основні роботи
- Методика преподавания химии в семилетней школе, М., 1948 (спільно з С. Г. Шаповаленко);
- Домашние задания по химии, 2 изд., М., 1953;
- Опыт организации школьного кабинета химии, М., 1953;
- Практические занятия по химии в средней школе, М., 1955 (спільно з Л. М. Сморгонським);
- Преподавание химии в VII классе, М., 1957;
- Вопросы политехнического обучения в преподавании химии, под ред. С. Г. Шаповаленко, М., 1957;
- Уроки химии в VIII — X классах средней школы, М., 1958;
- Формирование умений и навыков в процессе обучения химии, М., 1959;
- Методика преподавания химии в восьмилетней школе, М., 1962 (у співавторстві).